# C. Hugot

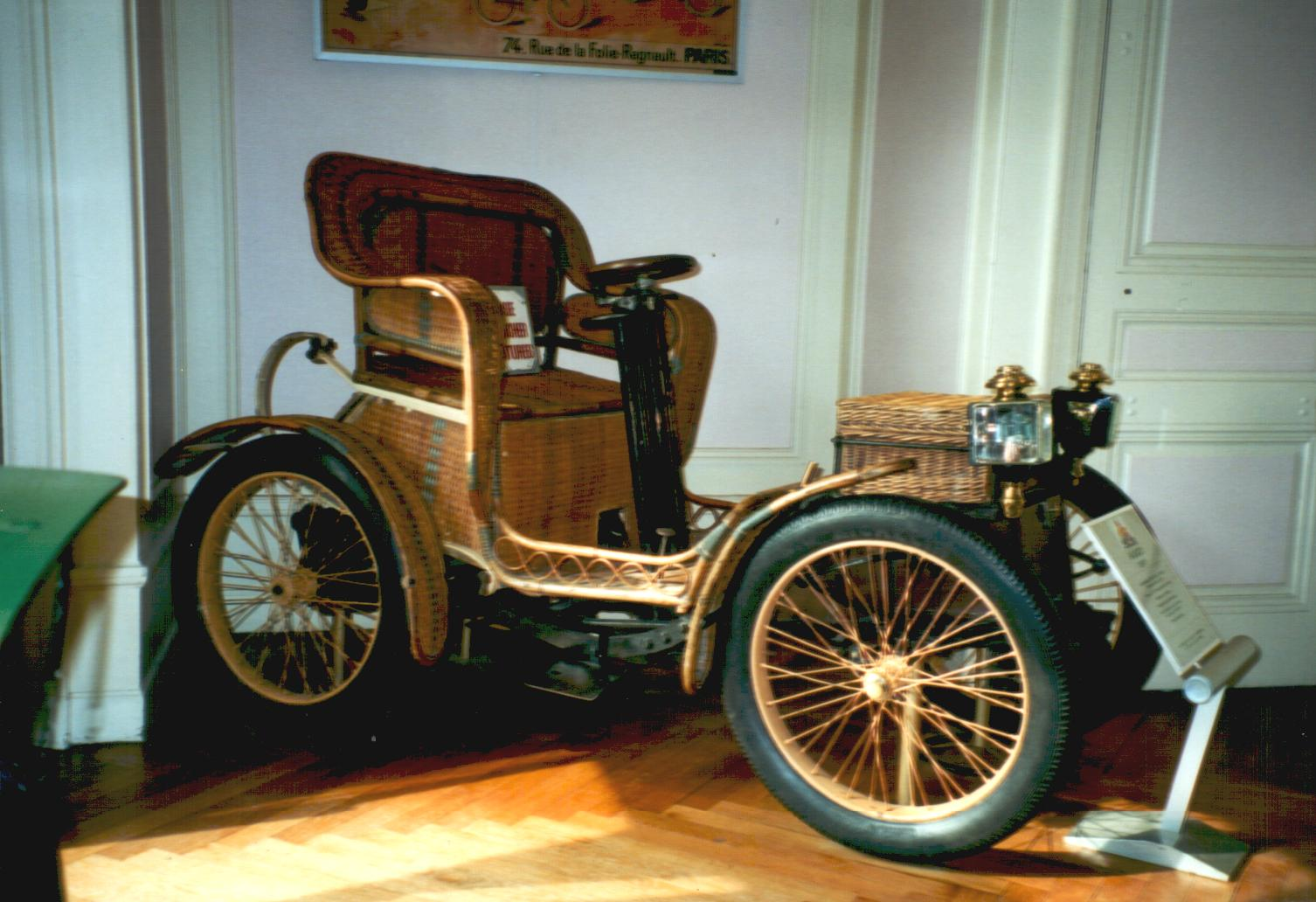
Hugot von 1897

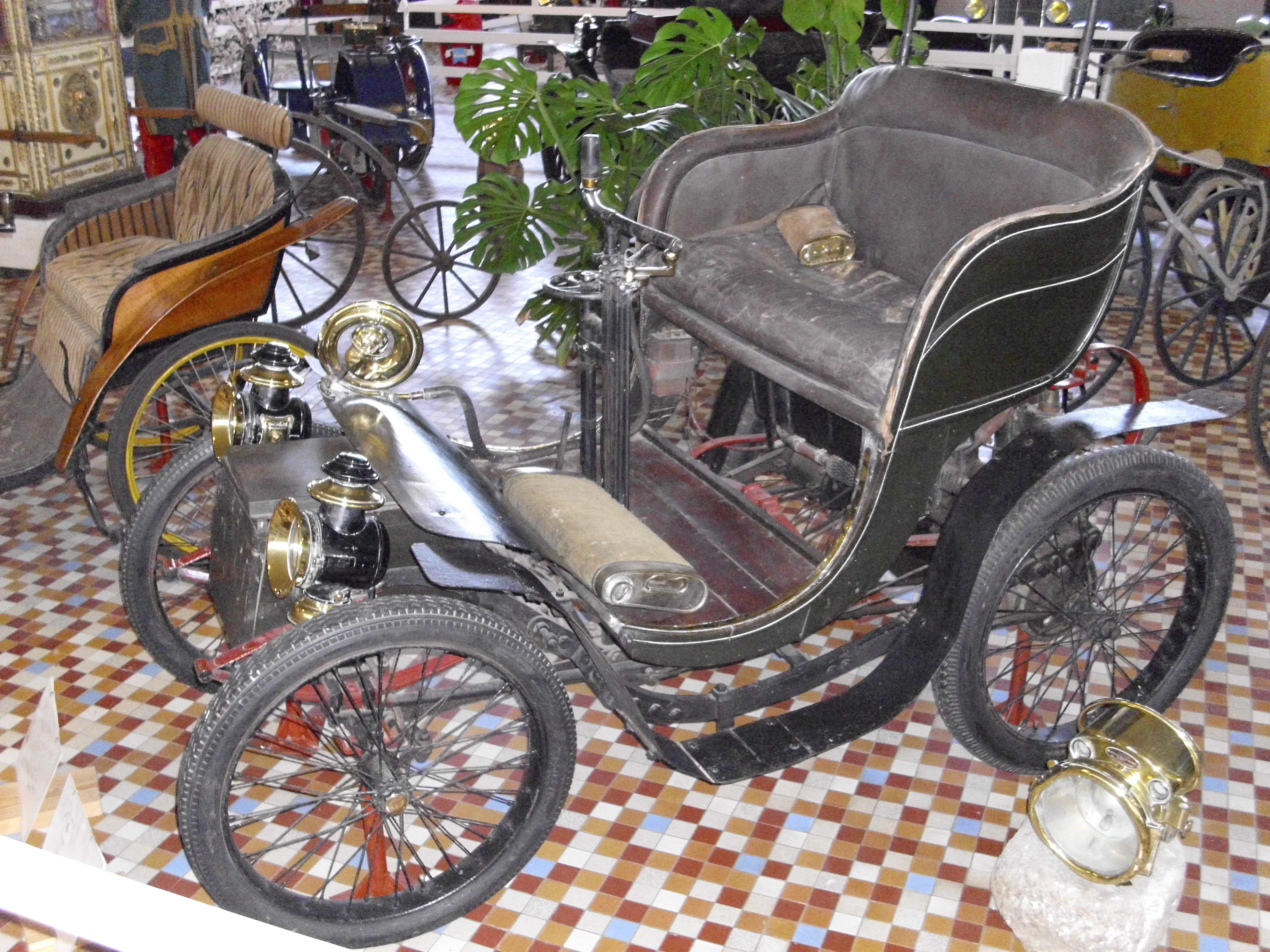
Hugot von 1898

C. Hugot war ein Hersteller von Automobilen aus Frankreich.

## Unternehmensgeschichte
Der Konstrukteur Charles-Ferdinand Hugot gründete 1897 das Unternehmen in Paris und begann mit dem Bau von Automobilen. Die Markennamen lauteten Hugot im Inland und Paris in England. 1899 oder 1901 endete die Produktion. 1905 erfolgte ein Neuanfang unter den Namen Hugot & Pecto.

## Fahrzeuge
Das erste Modell war ein Kleinwagen, der mit einem luftgekühlten Einzylinder-Einbaumotor von De Dion-Bouton im Heck ausgestattet war. Die Motorleistung betrug je nach Quelle 2,25 PS oder 3,5 PS. Das Getriebe verfügte über zwei Gänge und trieb die Hinterachse an. Die offene Karosserie bot Platz für zwei Personen oder mit einem vorderen vis-à-vis-Sitz auch für drei. Mademoiselle Hugot nahm im September 1899 mit einer Hugot-Voiturette am Voiturette-Wettbewerb in Paris teil und erreichte den 3. Platz im Lenkungswettbewerb. Außerdem legte der Wagen erfolgreich die Wettbewerbs-Strecke Paris-Rambouillet zurück.
Später wurden auch Motoren von Aster verwendet.

Fahrzeuge dieser Marke sind im Musée Henri Malartre in Rochetaillée-sur-Saône und im Musée Automobile de Vendée in Talmont-Saint-Hilaire zu besichtigen.

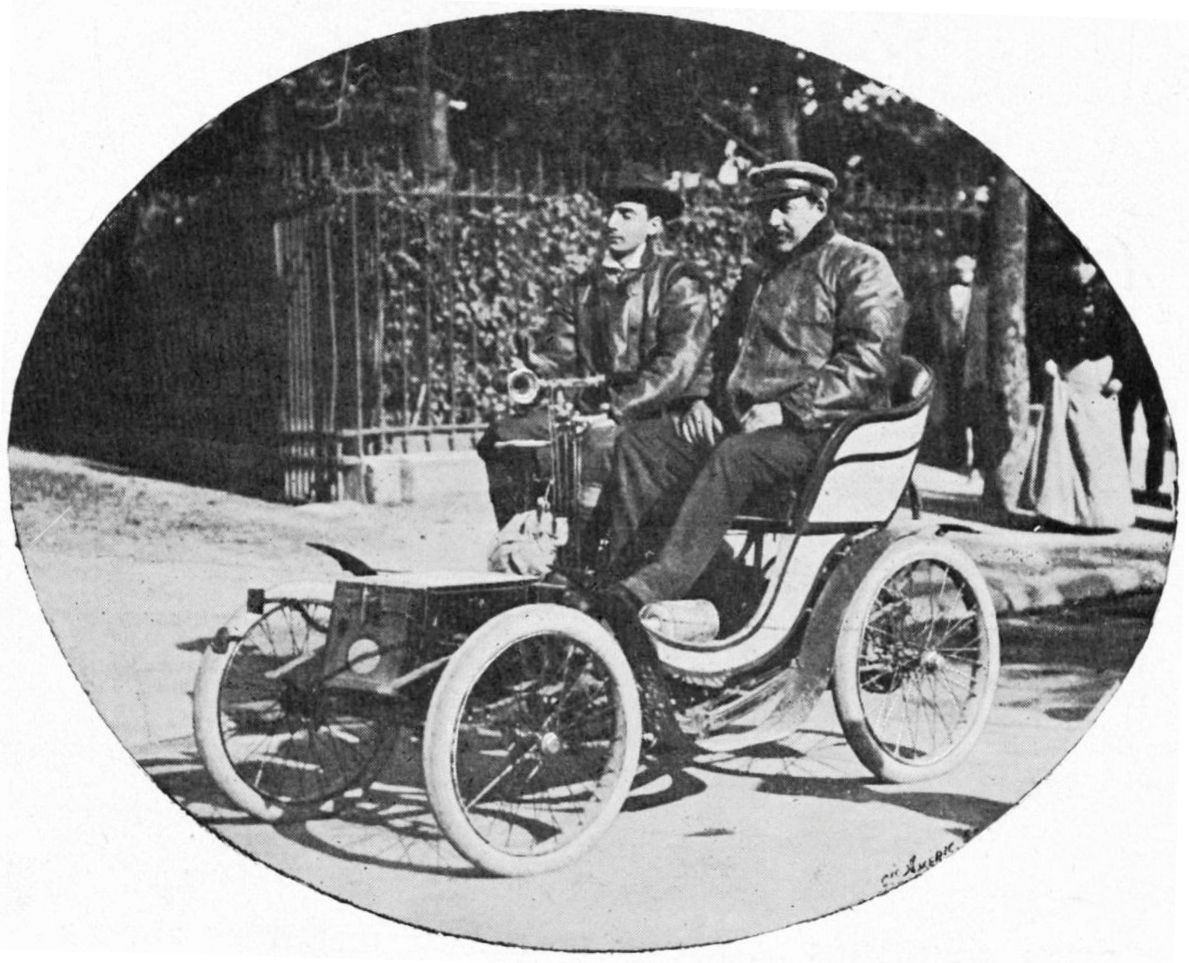
Hugot 2¼ CV Zweisitzer (1899)
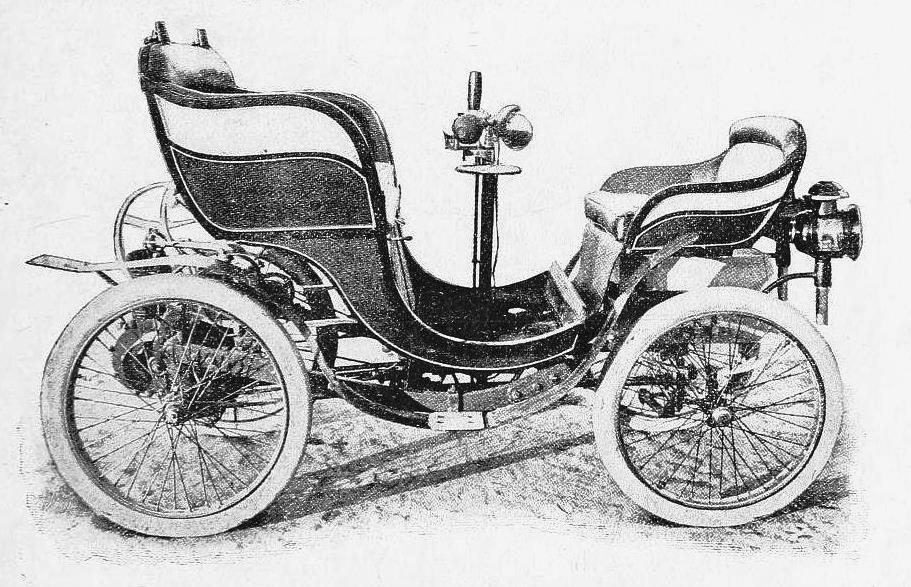
Hugot 2¼ CV Dreisitzer (1900)